# Max Dreßler
Max Dreßler, auch Dressler, (* 6. Juni 1882 in Halle (Saale); † nach 1935) war ein deutscher Journalist und Schriftsteller.

## Leben
Er war der Sohn des Kürschnermeisters Karl Dreßler aus Halle (Saale). Nach dem Besuch der Latina in Halle studierte Max Dreßler an der dortigen Universität Theologie, Geschichte, Staatswissenschaften, Germanistik und Kunst. Danach war er als Hauptschriftleiter in Bernburg (Saale) tätig und spezialisierte sich auf Kulturpolitik, Parteiengeschichte und Wirtschaftsgeographie. Er war Mitglied des Reichsverbandes der Deutschen Presse, der Berufsorganisation für Journalisten.

## Schriften (Auswahl)
- Der Kampf Anhalt-Cöthens gegen die preußische Handelspolitik in den Jahren 1819–28. Ein Beitrag zur Vorgeschichte des Zollvereins (Beiträge zur anhaltischen Geschichte, Bd. 12). Schettler, Cöthen-Anhalt 1908.
- Unter der Fremdherrschaft am Rhein. 1919.
- Auf Armin-Siegfrieds Spuren. Ein Buch vom ersten Befreier Deutschlands. Matthes & Thost, Leipzig, Hartenstein 1921.
- Schwedische Reisebilder, 1927.